# Gersdorf
Gersdorf è un comune di 3 828 abitanti della Sassonia, in Germania.
Appartiene al circondario di Zwickau.